# Berkeley DB
Berkeley DB (BDB) é uma biblioteca de software que fornece um banco de dados integrado de alto desempenho para dados de chave/valor. A partir de 2012, o Berkeley DB é o kit de ferramentas de banco de dados mais utilizado no mundo, com centenas de milhões de exemplares distribuídos. Berkeley DB é escrito em C com ligações de API para C++, C#, PHP, Java, Perl, Python, Ruby, Tcl, Smalltalk e muitas outras linguagens de programação.
O BDB armazena pares arbitrários de chave/dados como arranjos (array) de bytes, e suporta vários itens de dados para uma única chave. O Berkeley DB não é um banco de dados relacional. Ele pode suportar milhares de threads simultâneas de controle ou processos manipulação de bancos de dados tão grandes quanto 256 terabytes, em uma grande variedade de sistemas operacionais, incluindo muitos sistemas Windows e Unix-like, e sistemas operacionais de tempo real. O Berkeley DB também é usado como o nome comum para três produtos distintos: o Oracle Berkeley DB, Berkeley DB Java Edition e o Berkeley DB XML. Todos estes três produtos compartilham um ancestral comum e estão atualmente sob desenvolvimento ativo da Oracle Corporation.